# Holden EH
Holden EH — среднеразмерный автомобиль, выпускавшийся с 1963 по 1965 год австралийской компанией Holden. 

## Описание
Впервые Holden EH был представлен в августе 1963 года. EH стал первым автомобилем Holden с двигателем «Red», у которого коленвал с семью подшипниками. Двигатель объёмом 2440 см3 сочетался в паре с трёхступенчатой механической или же с четырёхступенчатой автоматической трансмиссией «Hydramatic». Управляемая муфта Hydramat, которая была у EH, на самом деле была четырёхступенчатой, хотя она эффективно работала как трёхступенчатый агрегат, за исключением полного газа. Двигатель объёмом 2930 см3 первоначально сочетался только с трансмиссией «Hydramatic». Первый EH с двигателем объёмом 179 кубических дюймов и механической трансмиссией назывался «EH-S4». Трёхступенчатые трансмиссии имели синхронизаторы второй и третьей передач. Массовый выпуск двигателя объёмом 179 кубических дюймов в паре с трёхступенчатой механической трансмиссией состоялся 10 февраля 1964 года.
К 1965 году было продано, в общей сложности, 256959 автомобилей Holden EH. Преемником стал Holden HD.

## Модельный ряд
- Standard Sedan[8];
- Standard Station Sedan;
- Special Sedan;
- Special Station Sedan;
- S4 Special Sedan;
- Premier Sedan;
- Premier Station Sedan;
- Utility;
- Panel Van.

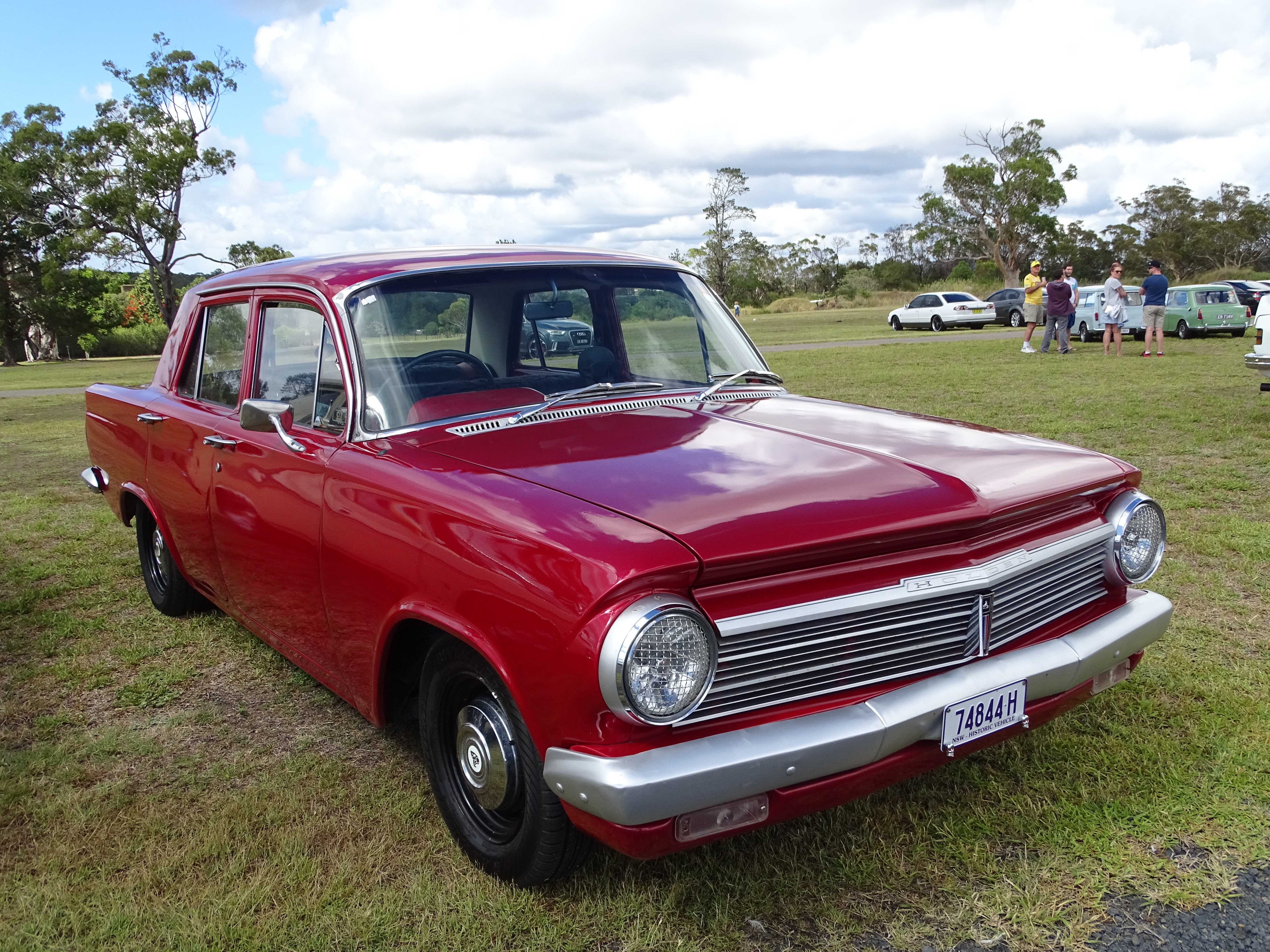
Holden Standard Sedan
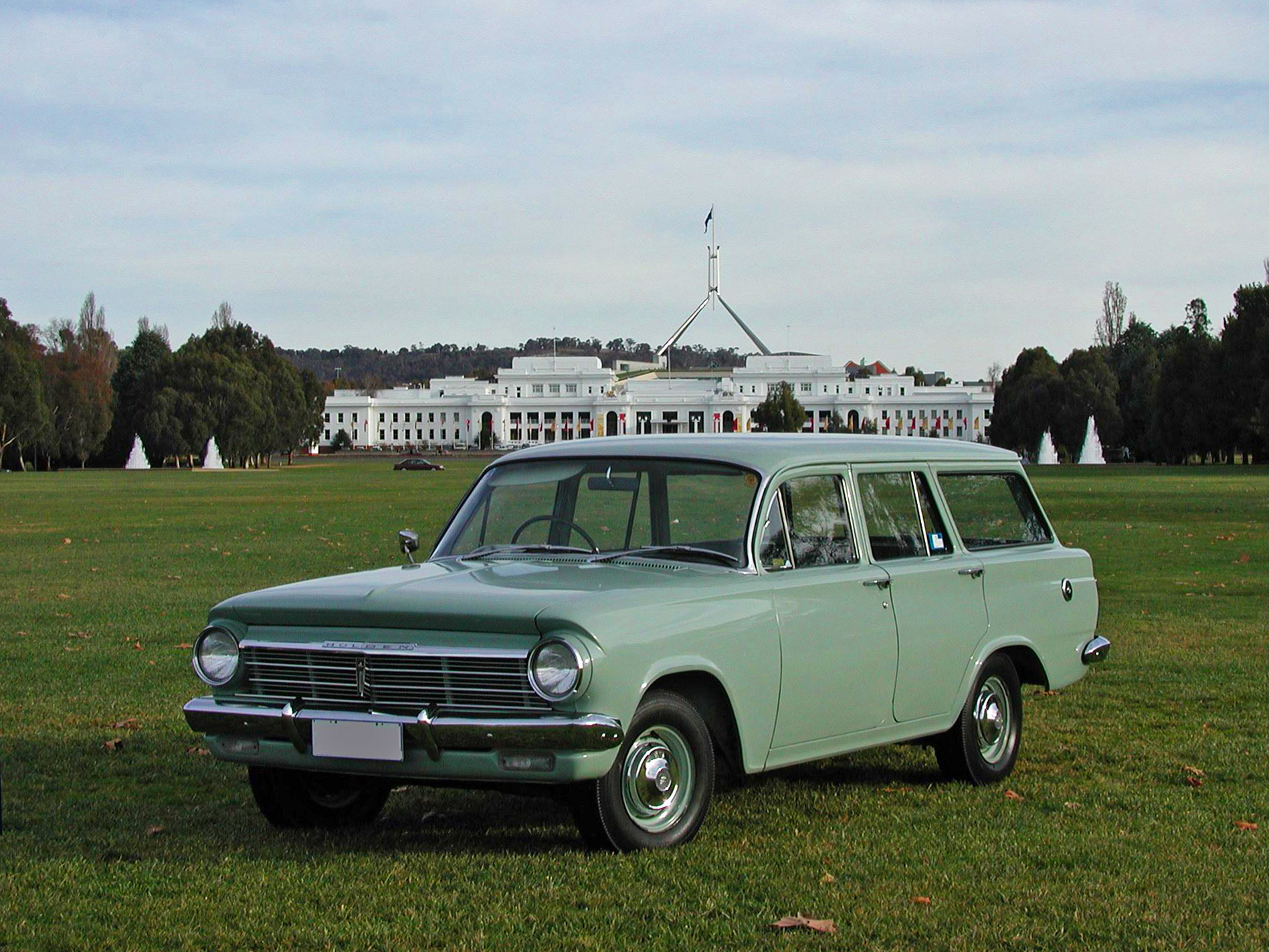
Holden Standard Station Sedan
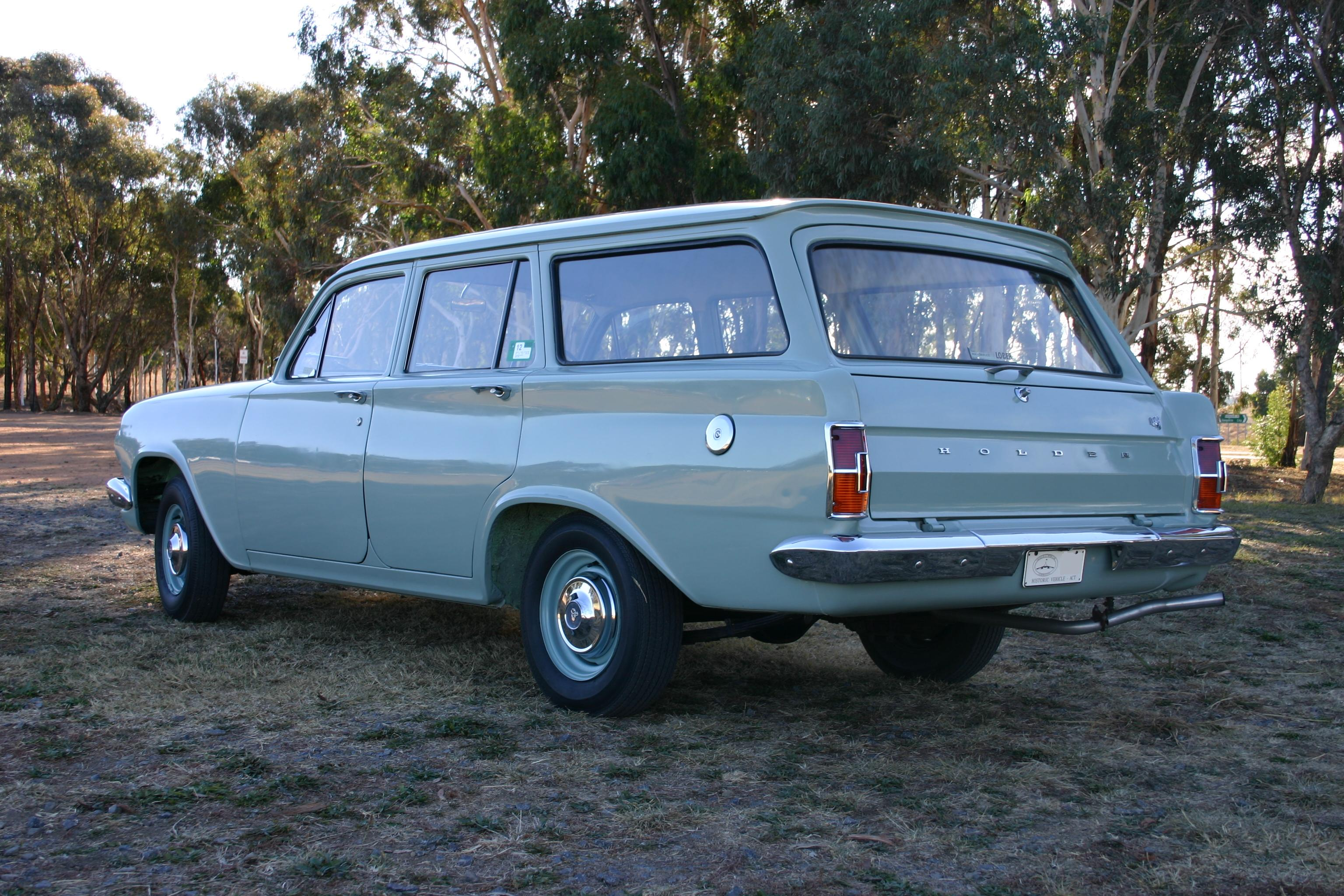
Holden Standard Station Sedan
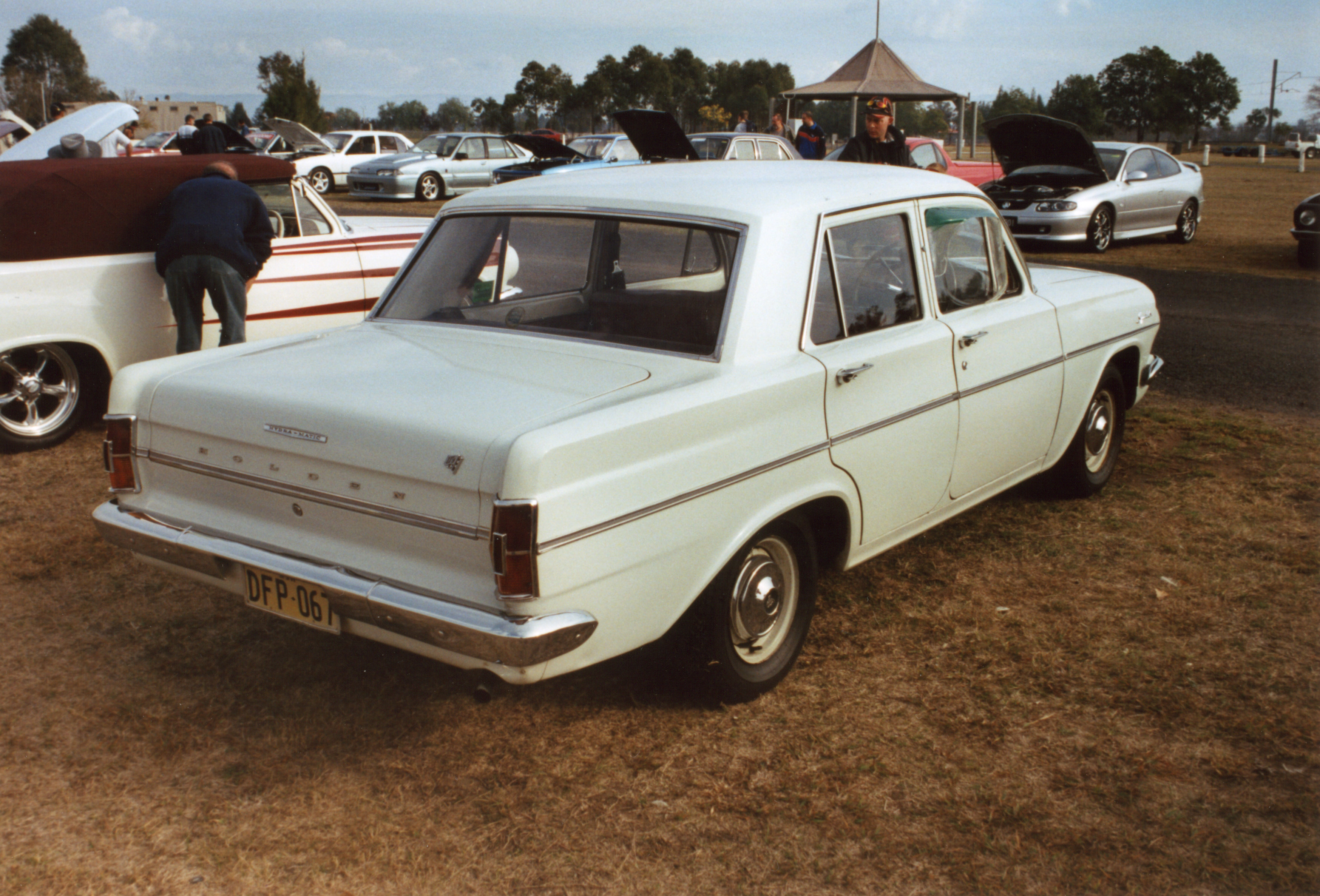
Holden Special Sedan
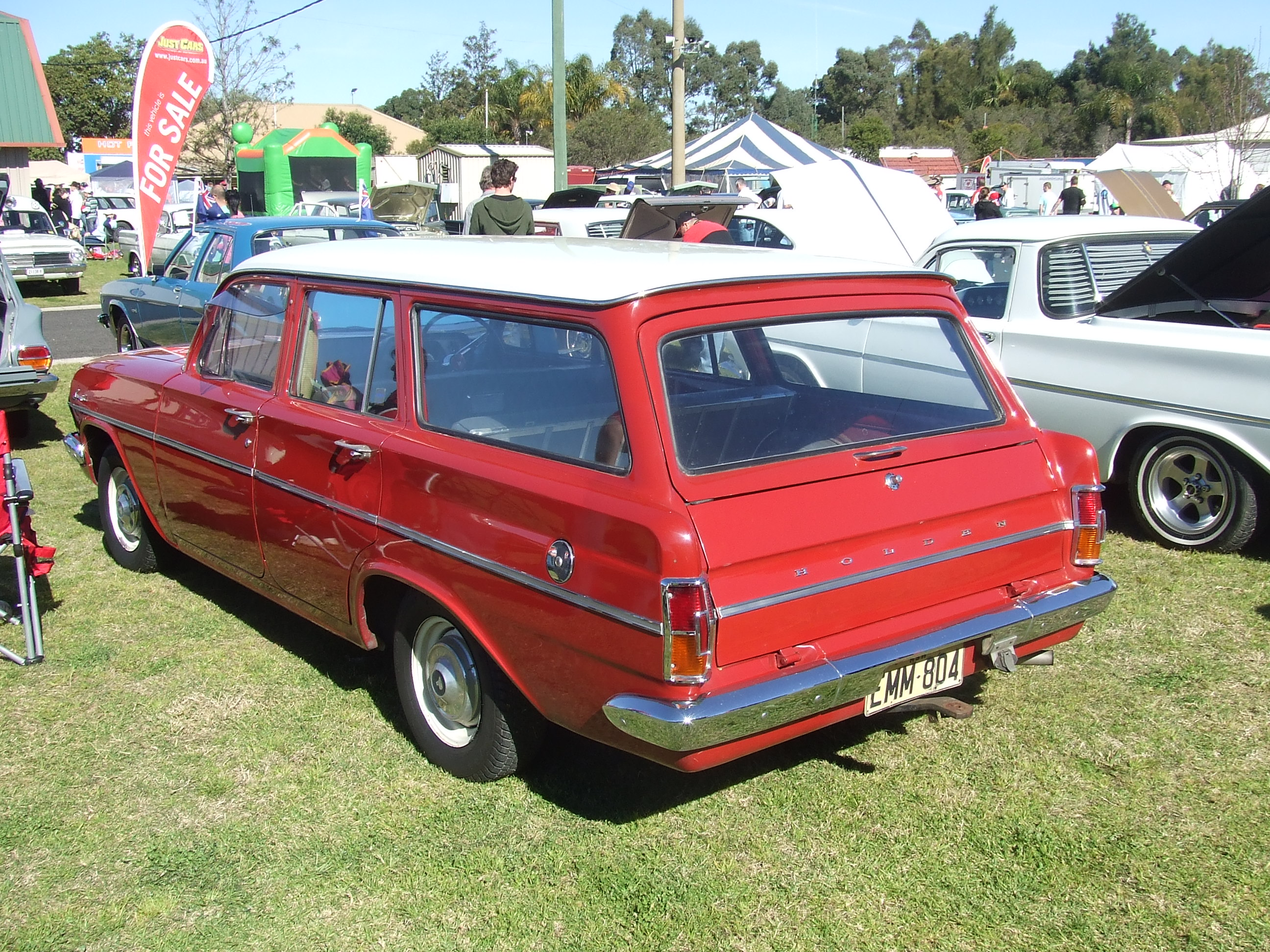
Holden Special Station Sedan
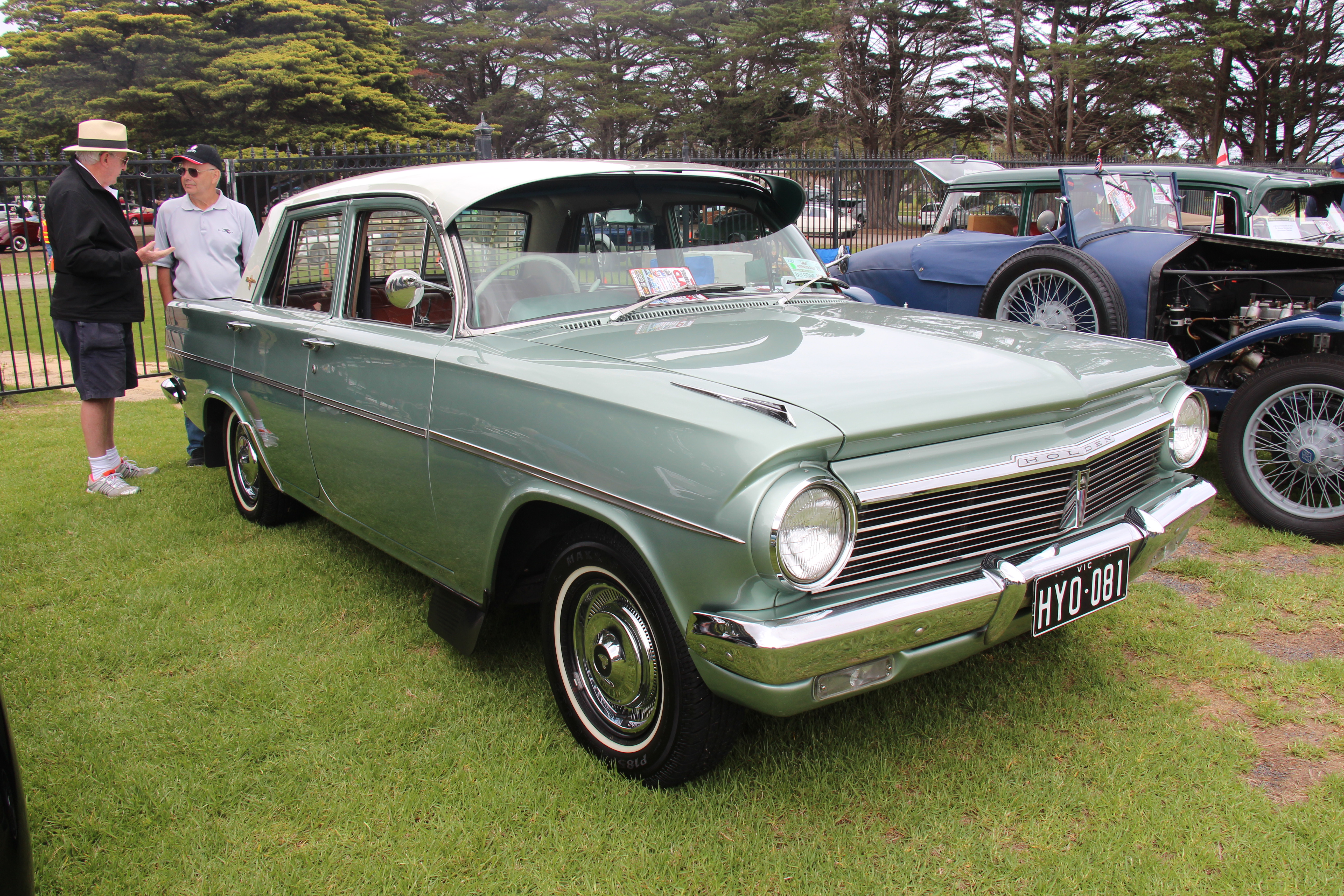
Holden Premier Sedan
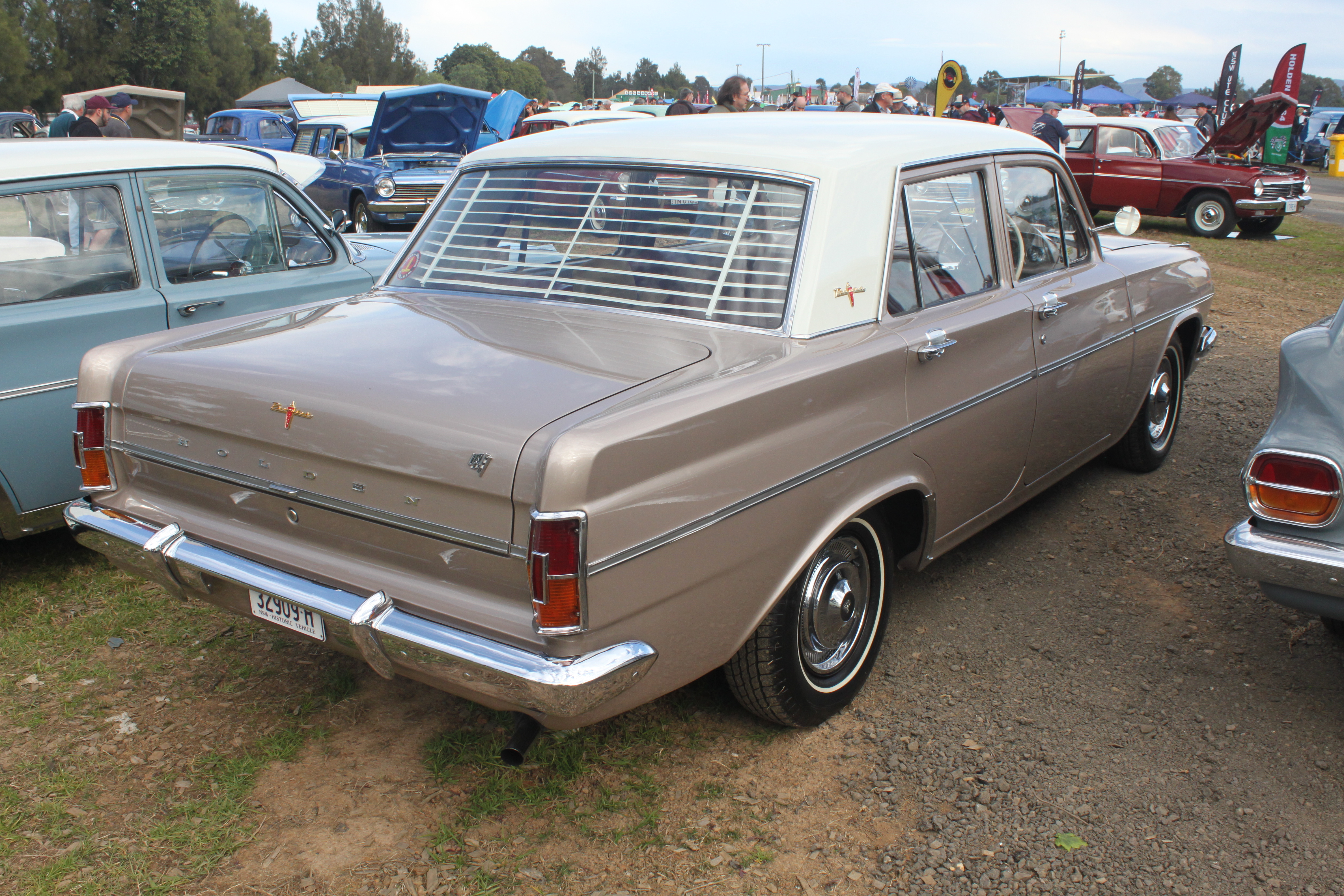
Holden Premier Sedan
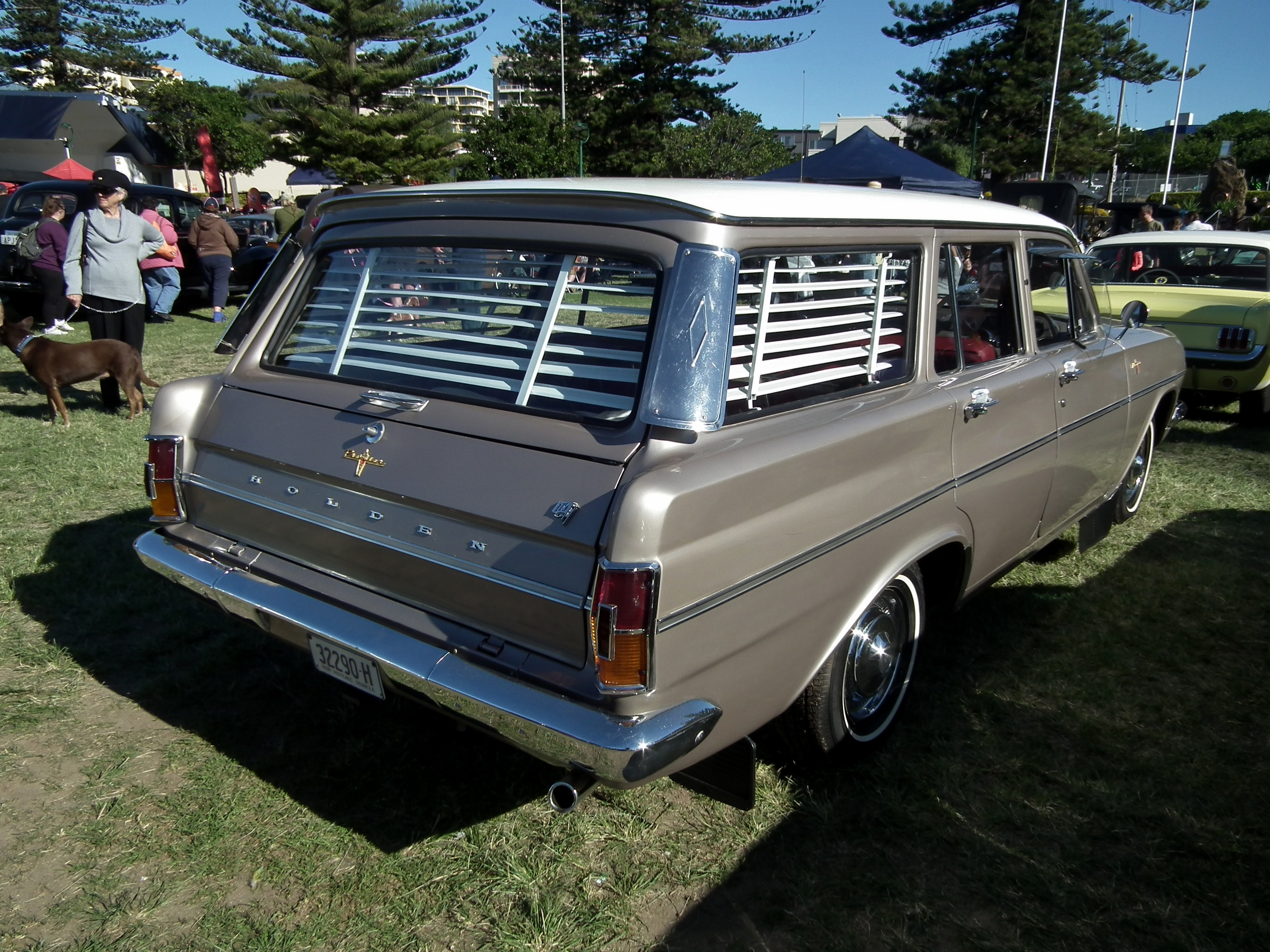
Holden Premier Station Sedan
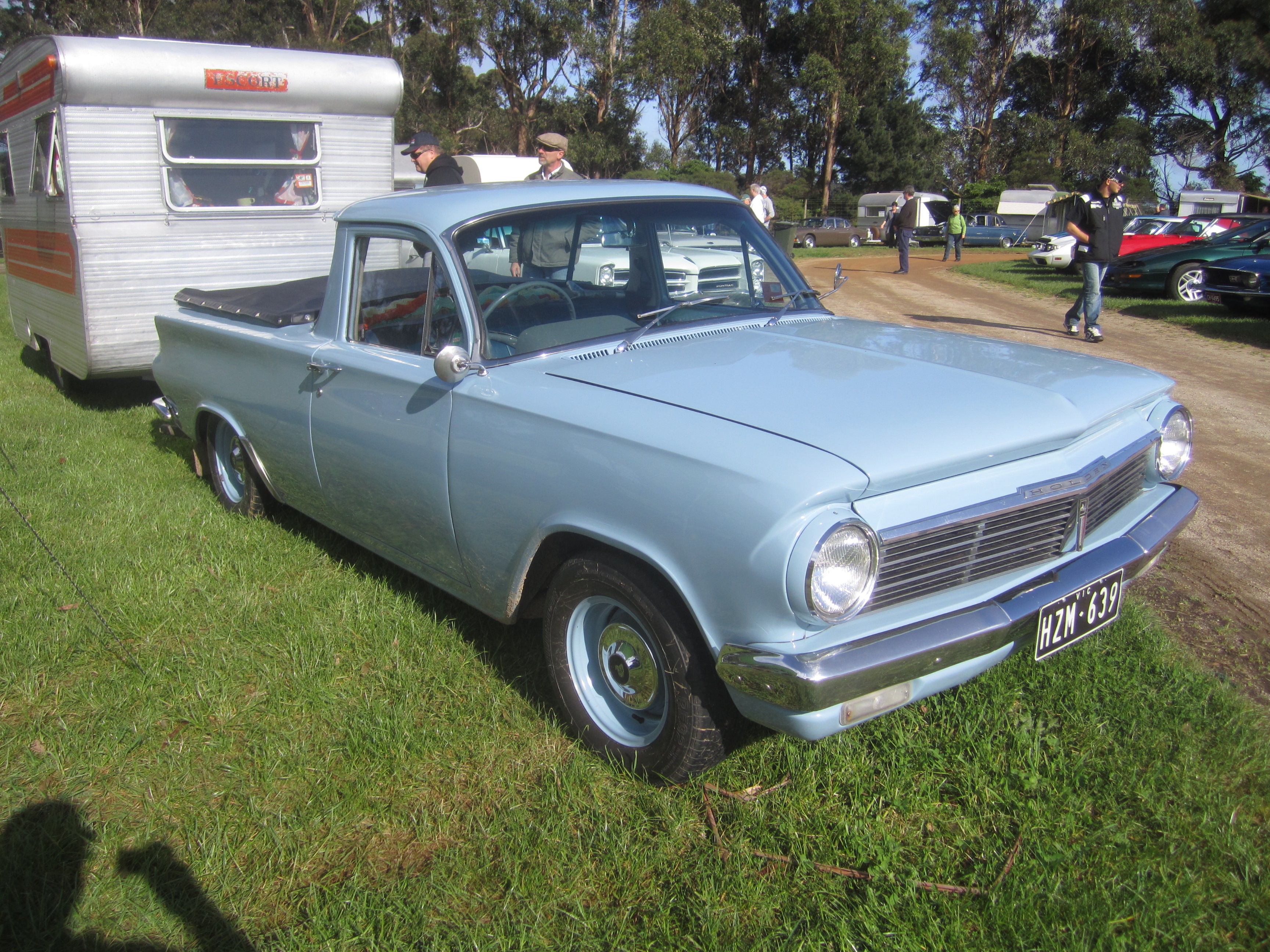
Holden Utility
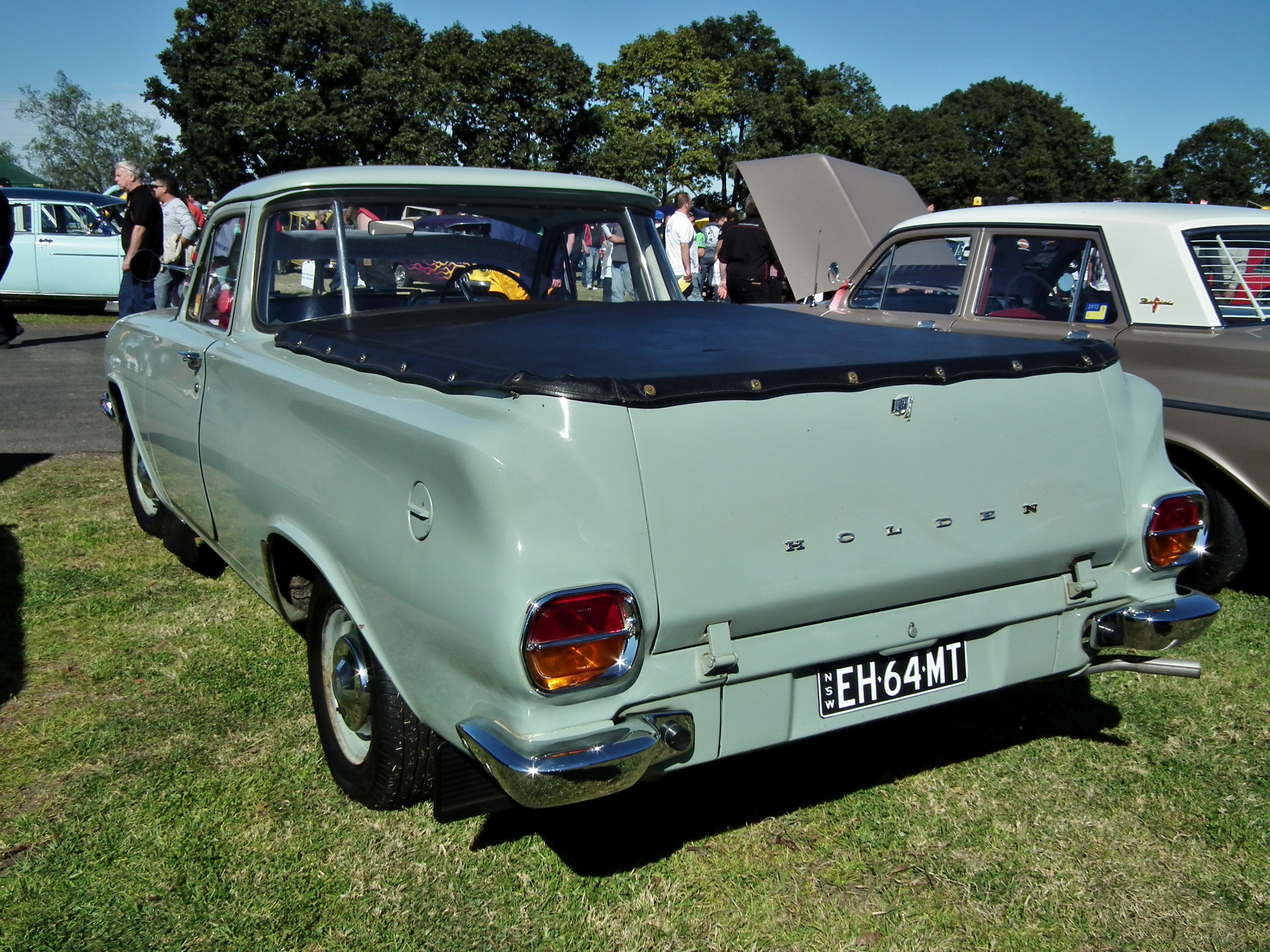
Holden Utility
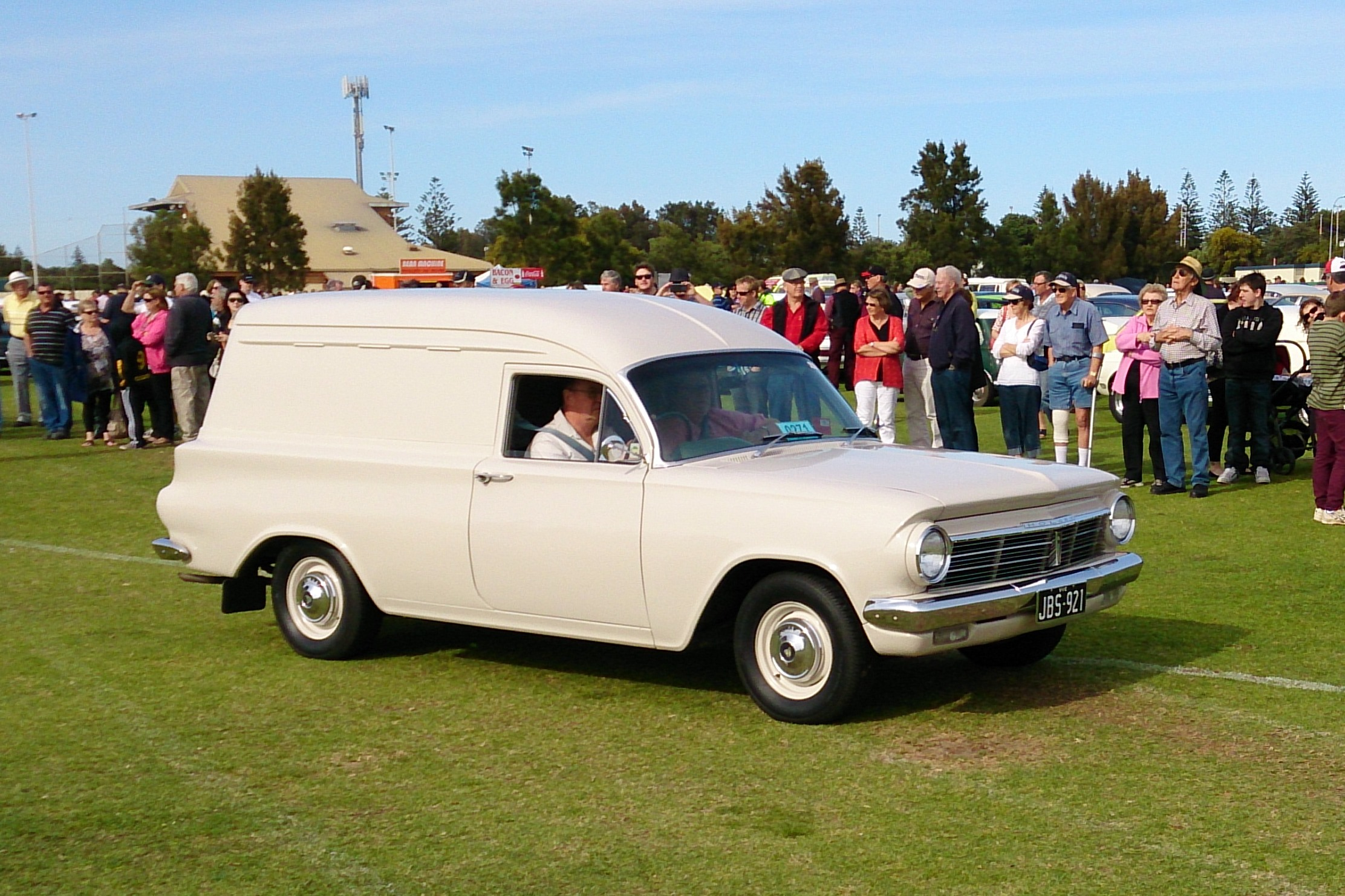
Holden Panel Van
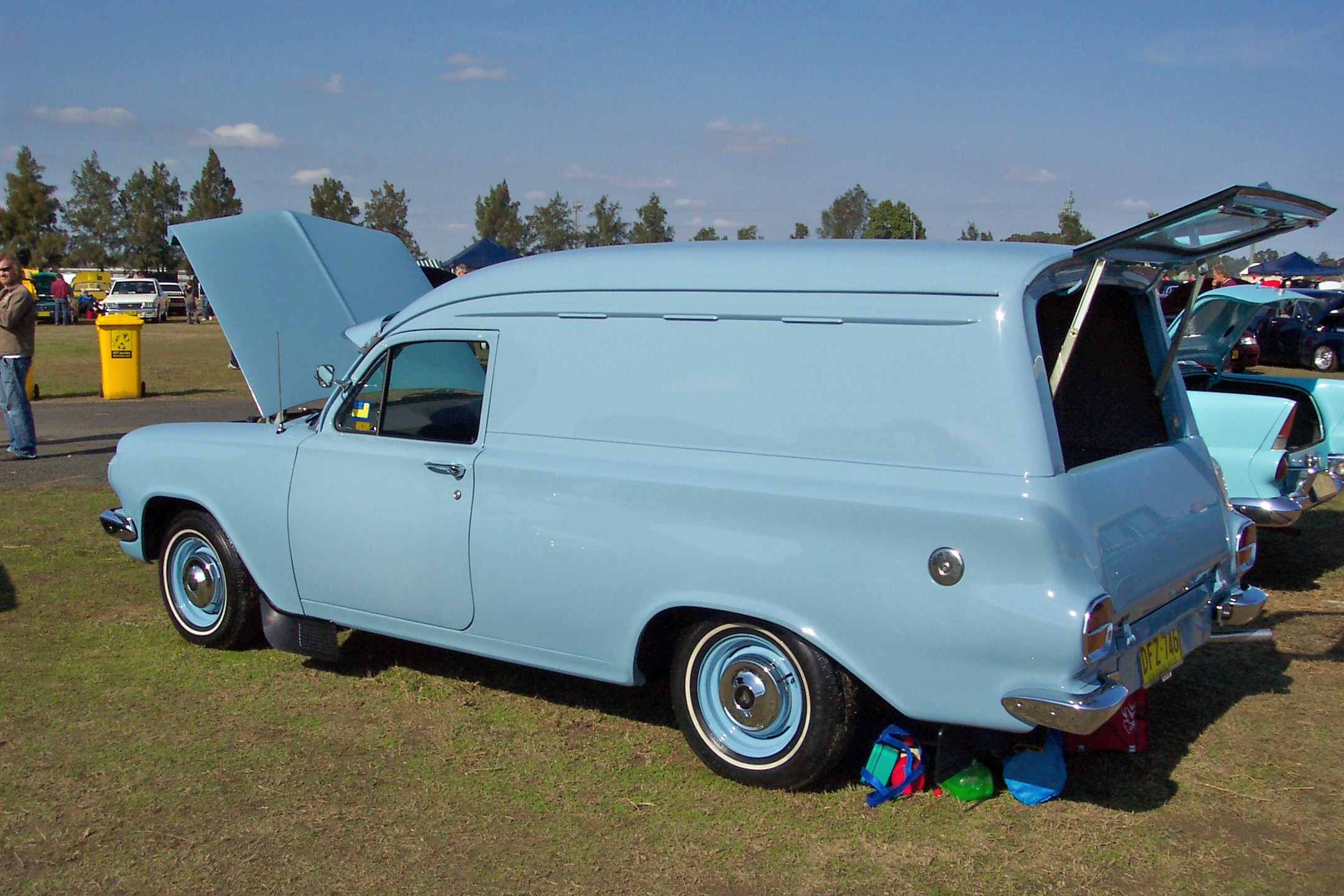
Holden Panel Van